# 毛果辽西虫实
毛果辽西虫实（学名：Corispermum dilutum var. herbecarpum）为藜科虫实属下的一个变种。

## 扩展阅读
- 維基物種上的相關：毛果辽西虫实